# Gran Premi de la Xina del 2004
El Gran Premi de la Xina del 2004 (oficialment anomenat I Sinopec Chinese Grand Prix) va ser la setzena prova de la temporada 2004 de Fórmula 1. Va tenir lloc al Circuit de Xangai, a Xangai, Xina, del 24 al 26 de setembre del 2004.

## Classificació[1]
| Pos | No | Pilot                | Equip              | Voltes | Temps/ Retirada  | Pos. de sortida | Punts |
| --- | -- | -------------------- | ------------------ | ------ | ---------------- | --------------- | ----- |
| 1   | 2  | Rubens Barrichello   | Ferrari            | 56     | 1h 29' 12. 420   | 1               | 10    |
| 2   | 9  | Jenson Button        | BAR - Honda        | 56     | + 1.035 s        | 3               | 8     |
| 3   | 6  | Kimi Räikkönen       | McLaren - Mercedes | 56     | + 1.469 s        | 2               | 6     |
| 4   | 8  | Fernando Alonso      | Renault            | 56     | + 32.510 s       | 6               | 5     |
| 5   | 3  | Juan Pablo Montoya   | Williams - BMW     | 56     | + 45.193 s       | 10              | 4     |
| 6   | 10 | Takuma Sato          | BAR - Honda        | 56     | + 54.791 s       | 18              | 3     |
| 7   | 11 | Giancarlo Fisichella | Sauber - Petronas  | 56     | + 1' 05.454 min. | 7               | 2     |
| 8   | 12 | Felipe Massa         | Sauber - Petronas  | 56     | + 1' 20.080 min. | 4               | 1     |
| 9   | 5  | David Coulthard      | McLaren - Mercedes | 56     | + 1' 20.619 min. | 9               |       |
| 10  | 14 | Mark Webber          | Jaguar - Cosworth  | 55     | + 1 Volta        | 11              |       |
| 11  | 7  | Jacques Villeneuve   | Renault            | 55     | + 1 Volta        | 12              |       |
| 12  | 1  | Michael Schumacher   | Ferrari            | 55     | + 1 Volta        | 20              |       |
| 13  | 18 | Nick Heidfeld        | Jordan - Ford      | 55     | + 1 Volta        | 14              |       |
| 14  | 17 | Olivier Panis        | Toyota             | 55     | + 1 Volta        | 8               |       |
| 15  | 19 | Timo Glock           | Jordan - Ford      | 55     | + 1 Volta        | 16              |       |
| 16  | 21 | Zsolt Baumgartner    | Minardi - Cosworth | 53     | + 3 Voltes       | 19              |       |
| Ret | 20 | Gianmaria Bruni      | Minardi - Cosworth | 38     | Part mecànica    | 17              |       |
| Ret | 4  | Ralf Schumacher      | Williams - BMW     | 37     | Punxada          | 5               |       |
| Ret | 16 | Ricardo Zonta        | Toyota             | 35     | Transmissió      | 13              |       |
| Ret | 15 | Christian Klien      | Jaguar - Cosworth  | 11     | Suspensions      | 15              |       |

## Altres
- Pole: Rubens Barrichello 1' 34.012[2]
- Volta ràpida: Michael Schumacher 1' 32. 238 (a la volta 55)[3]